# Arco de triunfo de Carabobo
El Arco de triunfo de Carabobo o simplemente el Arco de Carabobo, es monumento histórico ubicado en el Paseo Campo Carabobo en el Municipio Libertador en el Estado Carabobo, en la Región Central de Venezuela. Es el monumento representativo de la entidad federal.

## Historia
Fue construido para conmemorar el centenario de la victoria venezolana en la segunda Batalla de Carabobo que selló la independencia de Venezuela de España y aseguró la existencia de la Gran Colombia. Fue inaugurado oficialmente el 25 de junio de 1921 durante la dictadura del General Juan Vicente Gómez, quien ordenó la construcción de varios monumentos en el área con el fin de reconocer a los próceres de la independencia nacional y la victoria militar que se produjo en los alrededores.
El monumento está formado por 2 columnas de 28 metros de altura que se juntan en un arco de triunfo que posee diversas inscripciones, las columnas fueron edificadas para simbolizar "la paz" y "la victoria". En los alrededores de la estructura existen otros monumentos, plazas y estatuas construidas entre el período comprendido entre 1921 y 1936.

## Galería de imágenes

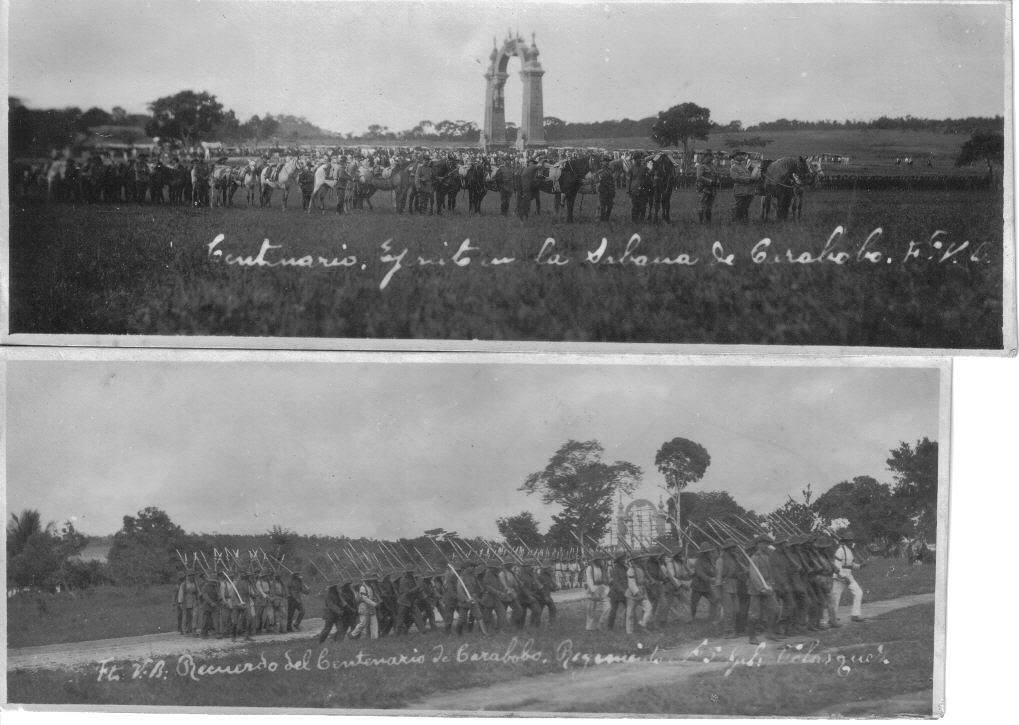
Arco de Carabobo en 1921.
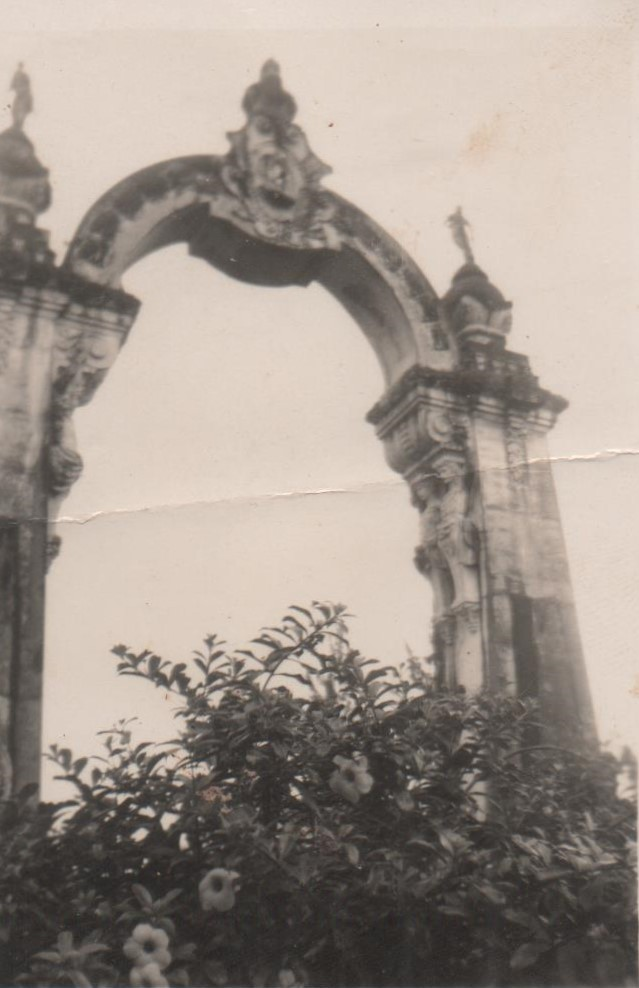
Arco de Carabobo en 1939.
El Arco de Carabobo se encuentra representado en la Bandera del Estado Carabobo.